# Marionina paludis
Marionina paludis är en ringmaskart som beskrevs av Healy 1994. Marionina paludis ingår i släktet Marionina och familjen småringmaskar. Inga underarter finns listade i Catalogue of Life.